# الیبا د مریدا
الیبا د مریدا (به اسپانیایی: Oliva de Mérida) یک شهرستان در اسپانیا است که در استان باداخس واقع شده‌است.